# Byron Dorgan
Byron Leslie Dorgan (Dickinson (North Dakota), 14 mei 1942) is een Amerikaans politicus. Hij was een Democratisch senator namens de staat North Dakota. Daarvoor was hij lid van het Huis van Afgevaardigden

## Levensloop
Dorgan behaalde in 1964 een Bachelor of Science aan de University of North Dakota. In 1964 haalde hij in master in de Bedrijfswetenschappen aan de University of Denver. Later zou hij in Denver voor een luchtvaartbedrijf werken. Op zijn 26e werd hij benoemd tot belastinginner van de staat North Dakota. Dit was zijn eerste publieke functie. In deze functie bouwde hij een goede naam op voor zichzelf.
De senator is getrouwd met Kimberly Olson. Samen hebben zij twee kinderen. Uit zijn eerste huwelijk heeft Dogan ook nog twee kinderen.

## Politieke carrière
In 1974 stelde hij zich kandidaat voor het Huis van Afgevaardigden, maar werd niet gekozen. Een tweede poging in 1980 lukte wel. Hij zou tot 1992 lid zijn van het Huis van Afgevaardigden. Na het overlijden van toenmalig senator Quentin Burdick werd Dorgan aangewezen door de gouverneur van North Dakota om hem op te volgen. Uiteindelijk zou hij echter niet Burdick, maar Kent Conrad, de andere zittende senator van North Dakota, opvolgen. Tijdens zijn eerste campagne had Conrad namelijk beloofd dat hij zich niet verkiesbaar zou stellen als staatsschuld niet gedaald zou zijn. De staatsschuld steeg echter en Conrad loste zijn belofte in door zich niet verkiesbaar te stellen. Conrad stelde zich in speciale verkiezingen kandidaat voor de zetel van Burdick. Volgens hem zou in deze geen sprake zijn van herverkiezing. Dorgan werd door de gouverneur van North Dakota aangewezen om Conrad op te volgen en Conrad nam de zetel van Burdick over.
Hij staat bekend als een fel tegenstander van het Amerikaanse beleid ten opzichte van Cuba. Verschillende keren heeft de senator, met wisselend succes, amendementen ingediend om het reisverbod naar Cuba te versoepelen of het geven van financiële steun aan anti-Castro-groepen. Ook keert hij zich meestal tegen wetten die het handelsbeleid tussen de Verenigde Staten en andere landen wil versoepelen.
In 2007 keerde hij zich tegen een wetsvoorstel van de senatoren John McCain en Ted Kennedy om de geschatte 12 tot 20 miljoen illegalen in de Verenigde Staten een legale status te geven.
Dorgan maakte op 5 januari 2010 bekend zich niet opnieuw verkiesbaar te stellen. Hij verliet de Senaat een jaar later.
- Gemeinsame Normdatei: 17152134X
- International Standard Name Identifier: 0000 0000 2762 5992
- Library of Congress Control Number: n87830201
- Nationale Bibliotheek van Israël: 987007432868405171
- SNAC: w6w38nb9
- Biographical Directory of the United States Congress: D000432
- Virtual International Authority File: 70451154
- WorldCat: E39PBJcGrB7ggwKQp9ptQmxRrq